# Zachary Bennett
Zachary Bennett (London, 17 febbraio 1980) è un attore canadese.
Attivo fin da giovanissimo in numerosissime serie televisive canadesi e statunitensi: 80 episodi di La strada per Avonlea e doppiatore nella serie televisiva Free Willy.
Sul grande schermo è caratterista in numerosi film e protagonista in Cube Zero (2004). Nel 2007 fa parte del cast principale di The Poet, importante produzione canadese.

## Filmografia parziale

### Attore

#### Cinema
- Dog Park , regia di Bruce McCulloch (1998)
- Cube Zero, regia di Ernie Barbarash (2004)
- The Poet, regia di Damian Lee (2007)
- Resta con me (Still Mine), regia di Michael McGowan (2012)
- Hacker - Soldi facili (Hacker), regia di Aqan Sataev (2015)
- Maudie - Una vita a colori (Maudie), regia di Aisling Walsh (2016)

#### Televisione
- Poliziotto a 4 zampe (Katts and Dog) – serie TV, episodio 1x09 (1988)
- La strada per Avonlea (Road to Avonlea) – serie TV, 80 episodi (1990-1996)
- Bonanno - La storia di un padrino (Bonanno: A Godfather's Story), regia di Michel Poulette – film TV (1999)
- Il gioco della paura (Legacy of Fear), regia di Don Terry – film TV (2006)
- Workin' Moms – serie TV, 5 episodi (2017-2018)
- Designated Survivor – serie TV, 4 episodi (2017-2018)
- The Umbrella Academy – serie TV, episodi 1x02-1x03-1x04 (2019)
- Nurses - Nel cuore dell'emergenza (Nurses) – serie TV, episodi 1x03-1x10 (2020)
- Coroner – serie TV, episodio 4x01 (2022)
- FUBAR – serie TV, episodi 1x03 e 1x04 (2023)

### Doppiatore
- Free Willy – serie animata, 21 episodi (1994-1995)
- Wild Kratts – serie animata, 40 episodi (2011-2021)
- A tutto reality - All-Stars (Total Drama All Stars) – serie animata, 11 episodi (2013)
- A tutto reality - L'isola di Pahkitew (Total Drama Pahkitew Island) – serie animata, 12 episodi (2014)
- Ranger Rob – serie animata, 26 episodi (2016)
- The Zhu Zhu Pets (The ZhuZhus) – serie animata, 7 episodi (2016-2017)

## Doppiatori italiani
Nelle versioni in italiano delle opere in cui ha recitato, Zachary Bennett è stato doppiato da:
- Massimo De Ambrosis in Maudie - Una vita a colori, The Umbrella Academy
- Giorgio Borghetti in Cube Zero
- Fabrizio Manfredi in Suits
- Enrico Di Troia in FUBAR

Da doppiatore è stato sostituito da:
- Christian Iansante in Wild Kratts
- Alessandro Conte in Assassin's Creed: Syndicate